# Hofanlage Barcheler Straße 15

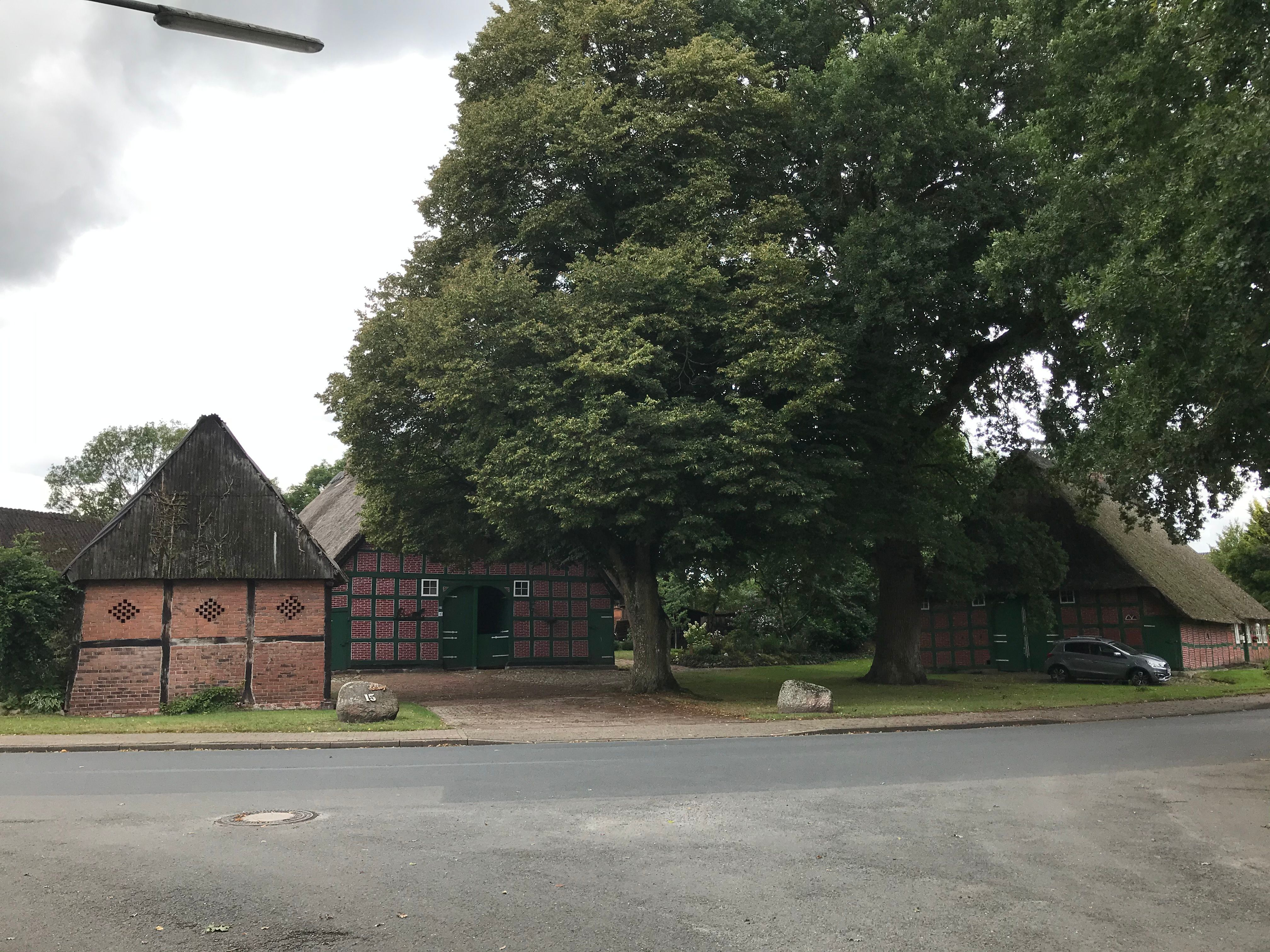
Hofanlage, aus Richtung Nordosten von der Barcheler Straße (2020)

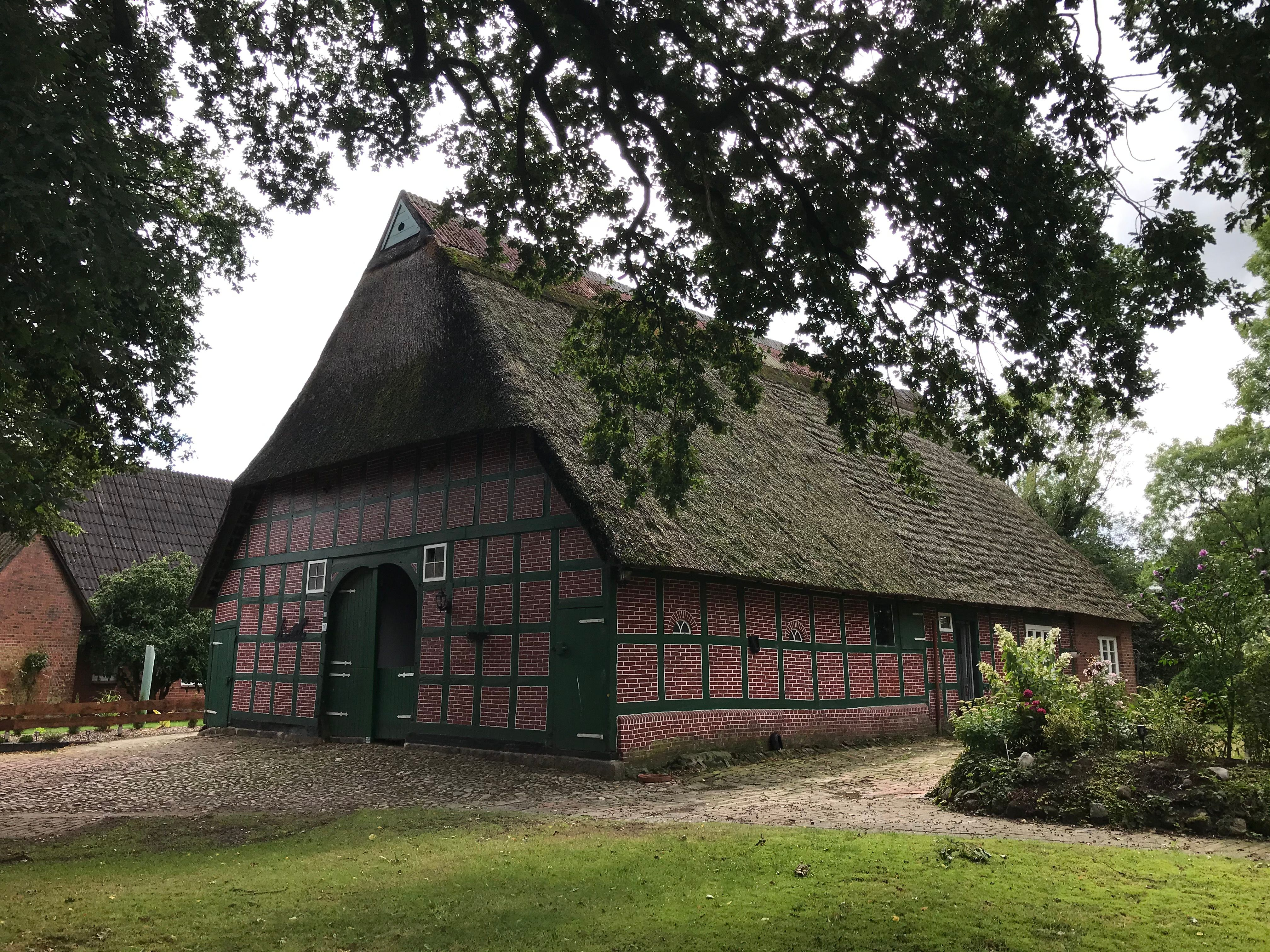
Wohn-/Wirtschaftsgebäude, Nordost- und Nordwestfassade (2020)

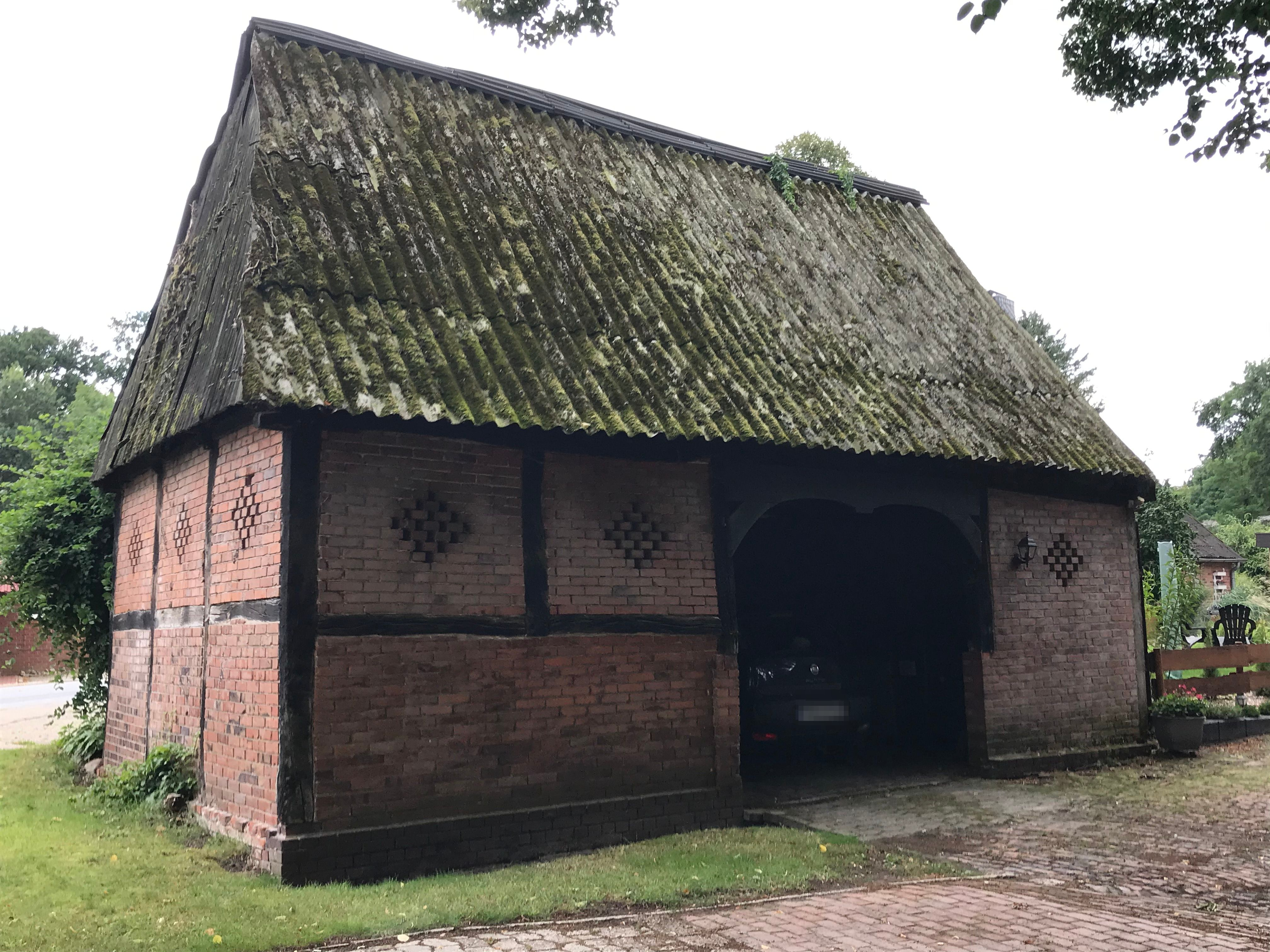
Scheune, Südost- und Nordostfassade (2020)

Die Hofanlage Barcheler Straße 15 in der niedersächsischen Gemeinde Oerel, Ortsteil Barchel, wurde vom 17. bis 20. Jahrhundert gebaut. Aktuell (2025) wird sie zum Wohnen und wohl auch landwirtschaftlich genutzt.
Die Gebäude stehen unter Denkmalschutz (siehe auch Liste der Baudenkmale in Oerel).

## Geschichte und Beschreibung
Oerel wurde erstmals 937 erwähnt und Barchel im 14. Jahrhundert. Beide Orte gehören zur heutigen Samtgemeinde Geestequelle im Landkreis Rotenburg (Wümme).
Die Hofanlage besteht aus
- dem eingeschossigen, giebelständigen Wohn- und Wirtschaftsgebäude von 1844 (Inschrift) als Zweiständer-Hallenhaus in gleichmäßigem Gitterfachwerk mit Steinausfachungen, reetgedecktem Krüppelwalmdach, Uhlenloch und der Grooten Door mit Korbbogen; das Innengerüst im Dielenbereich blieb erhalten, der Wohnteil wurde massiv ersetzt,[2]
- der regionstypischen kleinen Scheune von 1804 (Inschrift) in Fachwerk mit Steinausfachungen, Walmdach und Querdurchfahrt.[3]

Das Landesdenkmalamt befand u. a.: „… ein ortsbildprägendes Ensemble typischer Fachwerkbauten des 19. Jahrhunderts ….“
Das Wohn- und Wirtschaftsgebäude Barcheler Straße 17 von 1838 steht in unmittelbarer Nachbarschaft.